# Mord ist ihr Hobby: Bis in alle Ewigkeit
Bis in alle Ewigkeit (Originaltitel: Ever After) ist eine Episode der Kriminalfilm-Reihe Mord ist ihr Hobby aus dem Jahr 1992.

## Handlung
Jessica Fletcher hat wieder in New York City zu tun. Bei der Ankunft in ihrem Apartmenthaus erhält sie zunächst vom Portier Ahmed Shankar ihre Post überreicht. Nun wird sie vor dem Aufzug von Joana Rollins angesprochen. Sie ist bekannt für ihre zentrale Rolle in einer Fernsehserie vom Typ Soap Opera, ihr Appartement befindet sich gegenüber dessen von Jessica im 4. Stock. So wird sie Zeugin, wie Devon „Sonny“ Lane, ein ehemaliger Kinderstar, von Rollins aus der Wohnung geworfen wird, nachdem beide drei Jahre Lebensgefährten gewesen waren. Er hatte kurz zuvor von der Regisseurin der Serie, Sheri Finestock, erfahren, dass er seine Rolle in der Serie verloren hatte.
Rollins plant, den Filmproduzenten Walter Bowman zu heiraten. In dem Moment, als der Standesbeamte in der Kirche die entscheidende Frage stellt, kommt es zu einem Eklat: Lane taucht auf, beschwert sich öffentlich, vor zahlreichen Anwesenden, lautstark darüber, dass Rollins einen deutlich älteren Mann heiraten will und kündigt an, beide zu töten. Da etliche Kameras mitliefen, war der Vorfall im Fernsehen zu sehen und später in zahlreichen Zeitungen zu lesen.
Als Bowman, Rollins und der Gutachter Irwin Fisk ein Bild aus Rollings Wohnung holen möchten, bekommt Jessica mit, dass es zerschnitten worden ist. Shankar und ein Malermeister nehmen an, dass es Lane gewesen sei, denn sie hatten ihn vor kurzem im Haus gesehen. Der herbeigerufene Officer Bronsky von der Polizei kann wenig machen, da unklar ist, wer es tatsächlich zerstört hatte.
Wenig später sitzt Rollins bei Jessica zum Tee. Sie ruft ihren neuen Mann, der bereits in ihrer Villa in Long Island ist, kurz an, um ihn zu informieren, dass sie später nach Hause kommt. Später ruft sie nochmals an, und bekommt vom Freund von Bowmans Tochter mitgeteilt, dass er tot sei, erschossen mit einer Schrotflinte. So fährt sie, in Jessicas Begleitung, nach Hause. Diese bittet Sheriff Beals und Deputy Billis, sich den exakten Ort der Tötung, einen Raum, in dem Bowman sein Fitnesstraining gemacht hatte, ansehen zu dürfen. Es fällt ihr auf, dass der Schuss aus einem Schrank mit Frauenkleidern erfolgt war. Die Flinte, die die Polizei bereits unter einem Bett im Schlafzimmer gefunden hatte, wies zwei halbmondförmige Kerben auf. Nun taucht Lane auf, aber er hat ein Alibi, denn er war zu einem Casting bei der Agentin Dorothy Fremont.
Jetzt führt Jessica Unterhaltungen mit mehreren Leuten, die Streit mit Bowman gehabt hatten. Sie beginnt mit seiner Tochter Marci und ihrem Freund Teddy Cardozo. Es folgen die Ex-Frau des Toten, Miriam Bowman sowie Bo Wilder, der Body-Building-Trainer von Bowman. Er hatte eine kurze Liebschaft mit Miriam gehabt und war deswegen entlassen worden. Schließlich erkennt Jessica, dass Bowmans Ermordung Ziel eines ausgeklügelten Plans war, um an sein Vermögen zu kommen. Auch das Treffen mit Rollins war kein Zufall gewesen, denn Jessica sollte der Täterin später ein Alibi geben. Sie hatte die geladene Schrotflinte in ihrem Kleiderschrank mit zwei Schraubzwingen so installiert, dass sie auf denjenigen schießen würde, der die Tür öffnen würde. Am Abend der Tat hatte sie ihren Mann angerufen um ihn zu bitten, eine Kreditkarte, die sie in ihrer Jackentasche vergessen hatte, zu holen. Später war Lane ins Haus gegangen, hatte die Schrotflinte unter dem Bett versteckt und die Schraubzwingen mitgenommen.
Den entscheidenden Hinweis, wie Bowman ermordet wurde, erhält Jessica bei einem Besuch von Frau Freemont, denn sie besitzt eine ältere Schreibtischlampe, die an der Kante ihres Tisches befestigt ist und die dieselben Kerben aufweist.

## Besetzung und Synchronisation
Die deutschsprachige Synchronfassung der Staffel entstand bei der Hermes Synchron in Potsdam unter der Dialogregie und nach Dialogbüchern von Almut Eggert, Frank Wesel und Anja Rohe.
| Figur                | Darsteller         | Deutscher Sprecher |
| -------------------- | ------------------ | ------------------ |
| Jessica Fletcher     | Angela Lansbury    | Dagmar Altrichter  |
| Gaststars            |                    |                    |
| Bo Wilder            | Michael McGrady    | Tobias Meister     |
| Devon Lane           | Tony Roberts       | Roland Hemmo       |
| Joanna Rollins       | Kate Mulgrew       | Ursula Heyer       |
| Marci Bowman         | Marcia Cross       | Diana Borgwardt    |
| Miriam Bowman        | Marj Dusay         | Marianne Lutz      |
| Sheriff Beals        | John DiSanti       | Peter Schlesinger  |
| Teddy Cardozo        | Mitchell Whitfield | Hans Hohlbein      |
| Walter Bowman        | Kevin McCarthy     | Helmut Krauss      |
| Deputy Ginger Billis | Nada Despotovich   |                    |
| Weitere Darsteller   |                    |                    |
| Anstreicher          | Mark Rolston       | David Nathan       |
| Ahmed Shankar        | Andrew Johnson     | Michael Iwannek    |
| Dorothy Fremont      | Eda Reiss Merin    | Ursula Diestel     |
| Officer Bronsky      | Robert Alan Browne | Fritz Decho        |
| Sheri Finestock      | Elaine Welton Hill | Constanze Harpen   |
| Standesbeamter       | Richardson Morse   | Erwin Schastok     |

## Trivia
Die Aufnahmen in Joanna Rollins Wohnung entstanden dort, wo auch diejenigen von Jessicas Nachbar in der Folge Bite the Big Apple gedreht worden waren.